# Fight Hunger: Walk the World

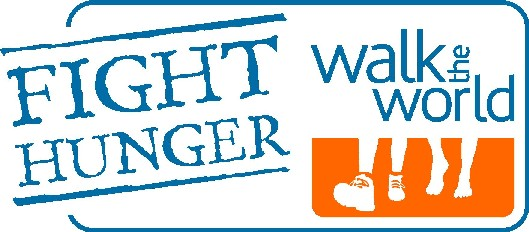
Logo der Aktion Fight Hunger: Walk the World

Walk the World (vollständiger Titel: Fight Hunger: Walk the World) ist eine jährlich stattfindende Aktion unter der Schirmherrschaft des Welternährungsprogramms der Vereinten Nationen (WFP), mit dem weltweit zur Bekämpfung des Welthungers aufgerufen wird.
Initiiert wurde diese Aktion von Mitarbeitern des Logistikunternehmens TNT, die im Jahr 2003 bei einem Marsch entlang der Chinesischen Mauer Spenden für das WFP sammelten. Ein Jahr später veranstaltete TNT diese Spendenaktion als weltweites Ereignis, in dem in rund 70 Ländern über 40.000 Menschen jeweils um 10 Uhr Ortszeit einen fünf Kilometer langen Marsch zurücklegten.
Seit 2005 steht die Veranstaltung unter der Schirmherrschaft des WFP. Neben der Sammlung von Spendengeldern für Schulspeisungsprogramme des WFP soll die Aktion auch an das erste Millennium-Entwicklungsziel erinnern, nach dem der Anteil der Hunger leidenden Menschen bis zum Jahr 2015 halbiert werden soll.
Am 1. Juni 2008 fand bereits der sechste Marsch statt. Insgesamt beteiligten sich in diesem Jahr mehr als 250.000 Menschen in über 70 Ländern bei insgesamt 280 Veranstaltungen. Dabei wurde über eine Million Dollar eingenommen – genug um 20.000 hungernde Schulkinder für ein Jahr mit Nahrungsmitteln zu versorgen. In Deutschland finden jedes Jahr zahlreiche „Walks“ statt, unter anderem in Köln und Berlin.
Der Walk the World 2010 wird am Sonntag, den 6. Juni stattfinden.